# Live from Manila
Albums de Angela Bofill
Love in Slow Motion
(1996)
Live from Manila est le onzième album de la chanteuse de rhythm and blues Angela Bofill. Il est sorti 2006.
Cet album marque une étape dans la carrière de Bofill, longue de 28 ans. C’est le premier album-concert de Bofill et son dernier album depuis son attaque cérébrale du 10 janvier 2006. Concert mené au Merk's Bistro à Manille aux Philippines, elle interpréta les succès qui la firent connaître au grand public.
Sorti après sa première attaque cérébrale, tous les revenus de cet album ont servi à couvrir les frais médicaux de son hospitalisation.

## Liste des titres
| No  | Titre                             | Durée |
| --- | --------------------------------- | ----- |
| 1.  | Let Me Be the One                 | 5:07  |
| 2.  | Dialogue                          | 0:18  |
| 3.  | Tonight I Give In                 | 3:44  |
| 4.  | Time to Say Goodbye               | 5:36  |
| 5.  | Still in Love                     | 4:54  |
| 6.  | Break It to Me Gently             | 4:04  |
| 7.  | You Should Know By Now            | 3:40  |
| 8.  | Something About You               | 4:34  |
| 9.  | Ain't Nothing Like the Real Thing | 3:31  |
| 10. | This Time I'll Be Sweeter         | 4:26  |
| 11. | Angel of the Night                | 8:38  |

## Participants
- Angela Bofill - Chant